# St. Maria Magdalena (Brotdorf)

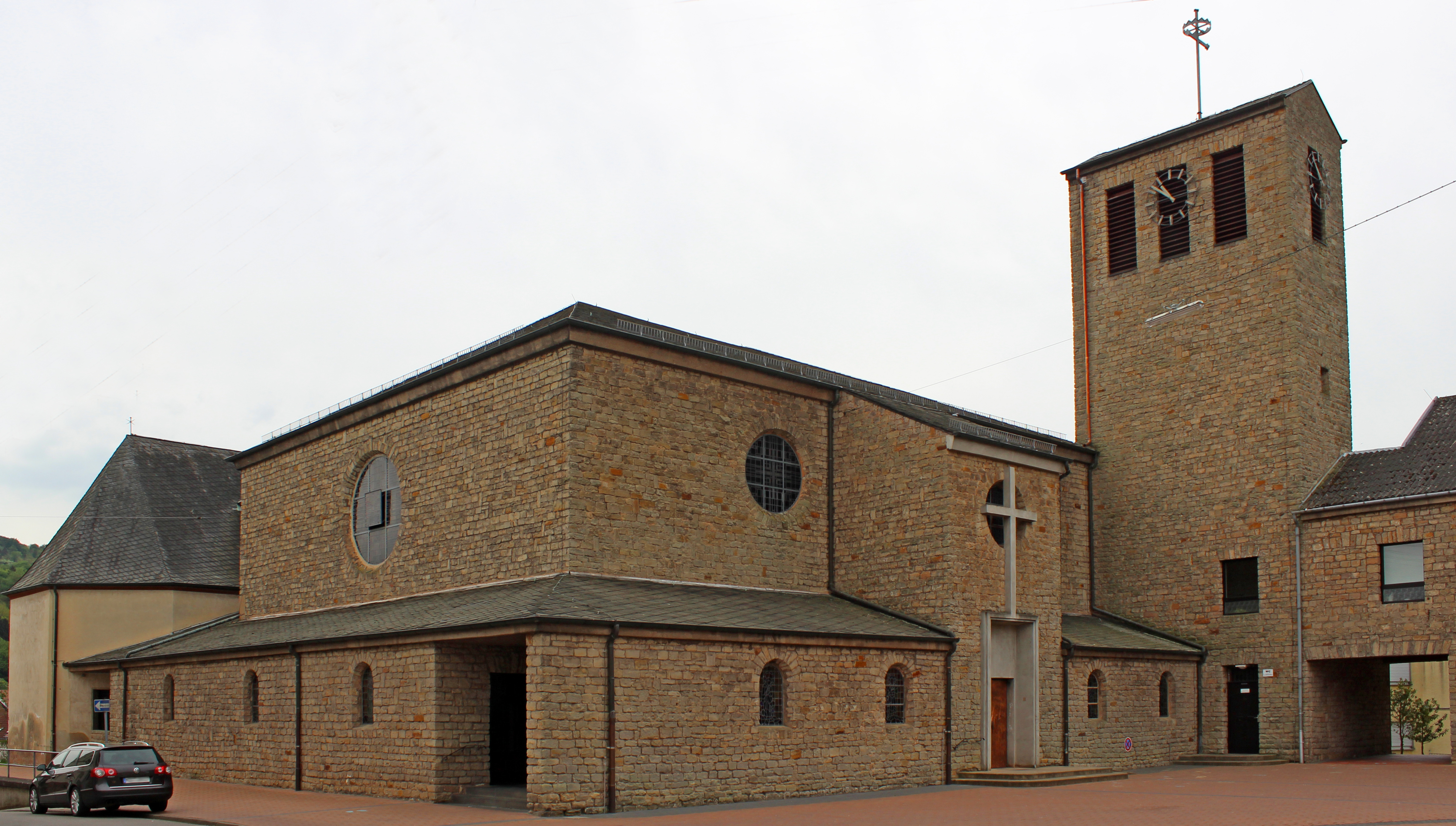
Die katholische Pfarrkirche St. Maria Magdalena in Brotdorf

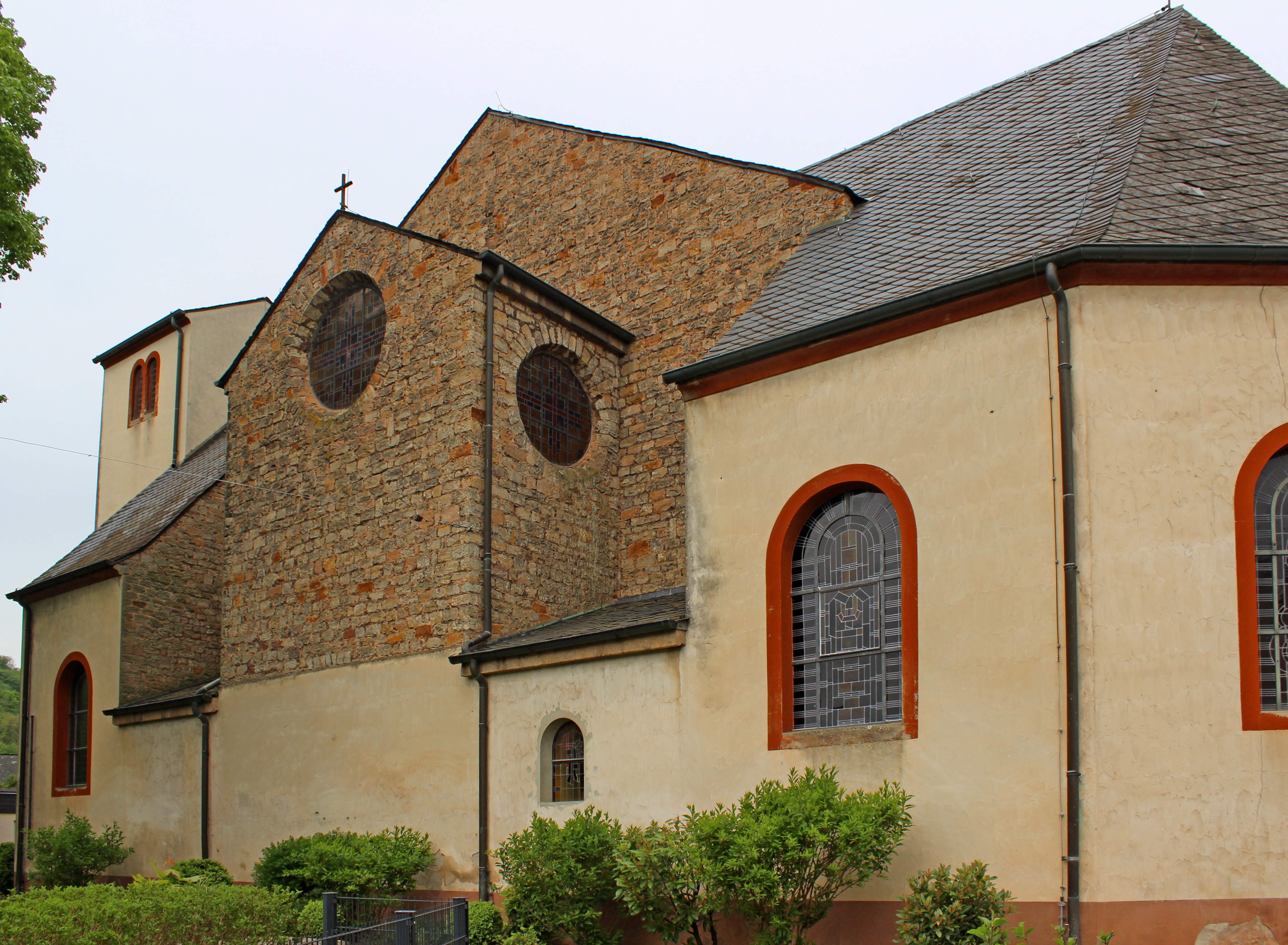
Teile der alten Kirche wurden in den Neubau integriert. Das Mauerwerk der alten Kirche ist verputzt, das der neu erbauten Teile hingegen nicht.

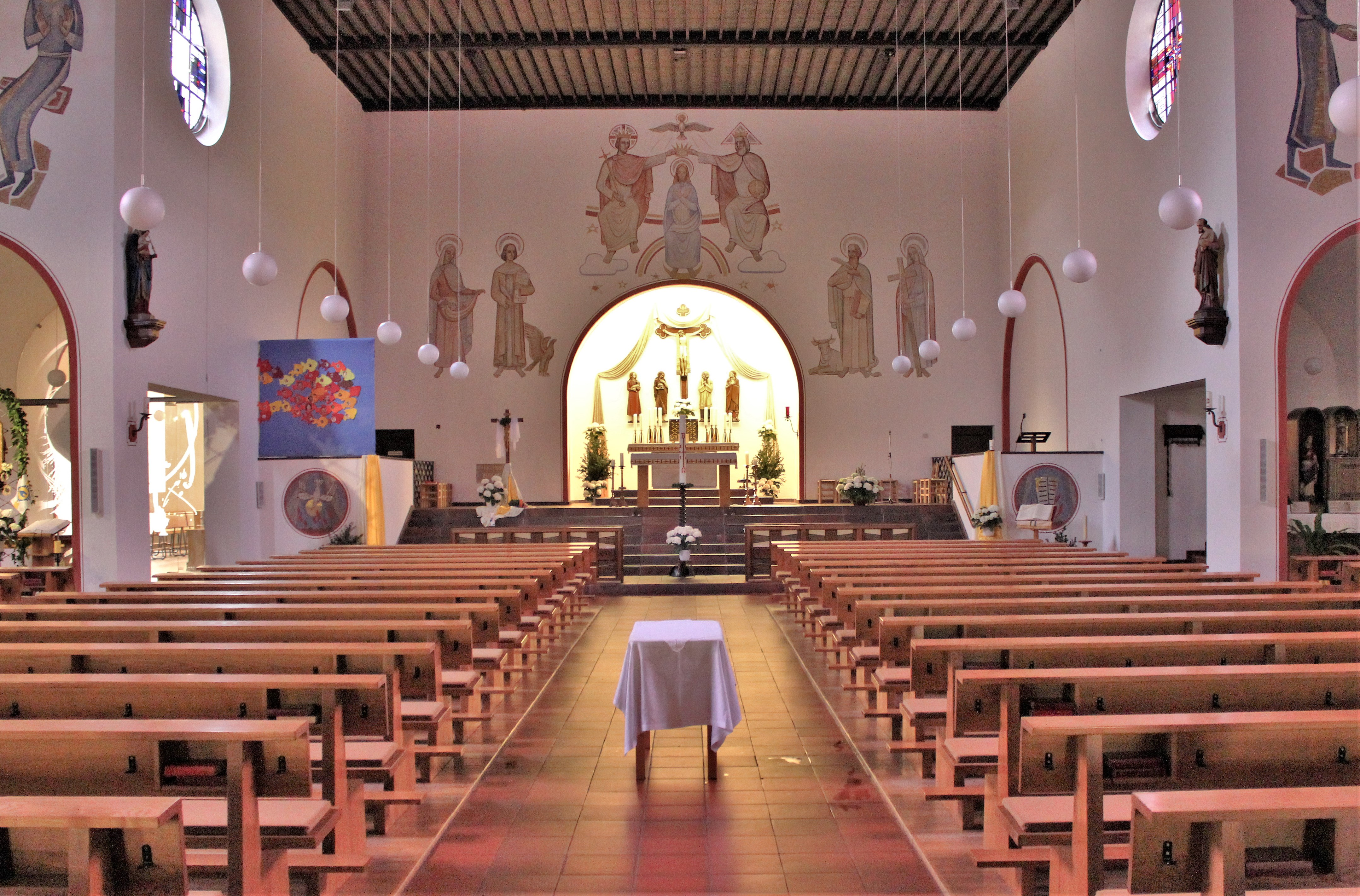
Blick ins Innere der Kirche

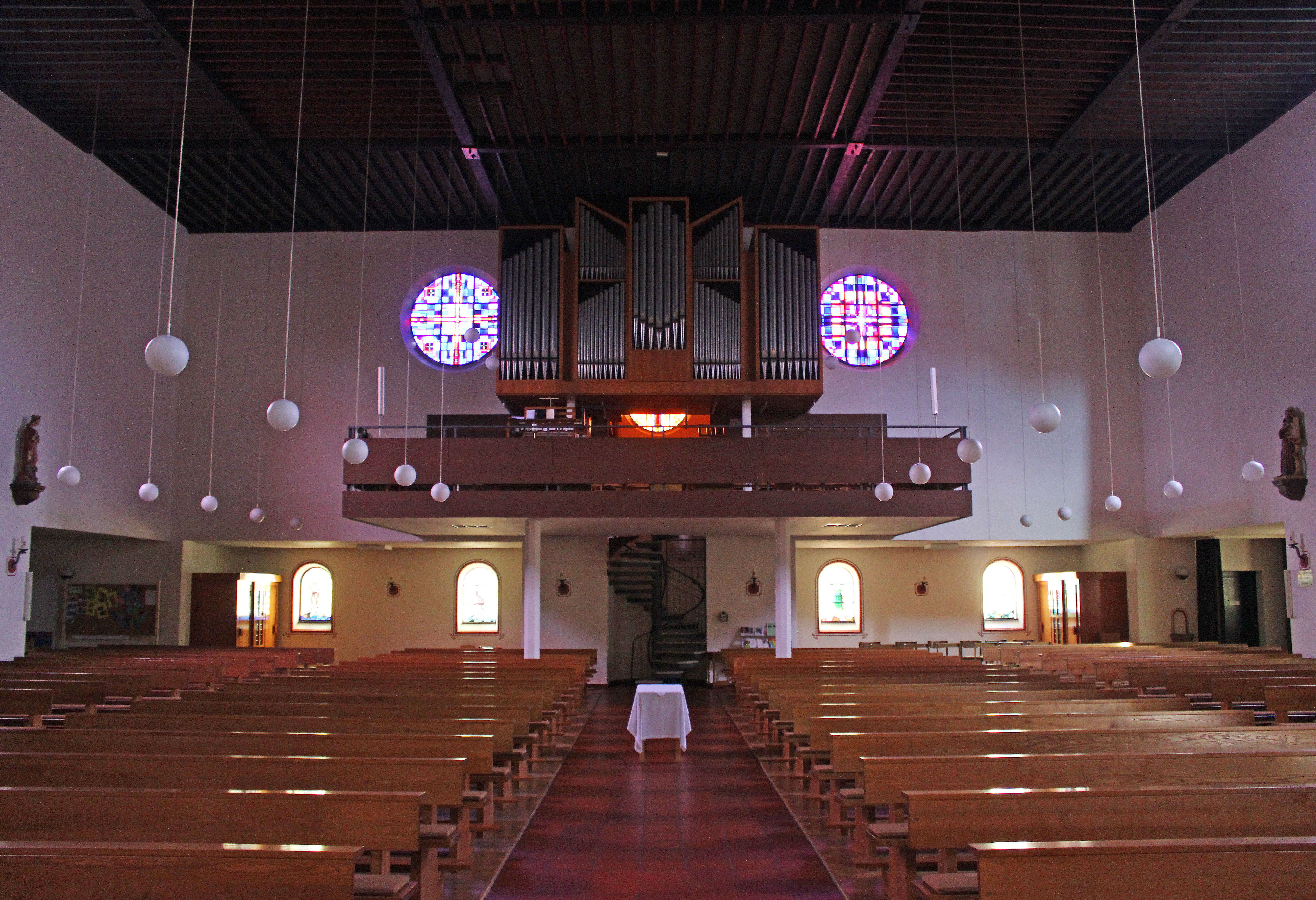
Blick vom Altarraum zur Orgelempore

Die Kirche St. Maria Magdalena ist eine römisch-katholische Pfarrkirche in Brotdorf, einem Stadtteil von Merzig, Landkreis Merzig-Wadern, Saarland. Sie trägt das Patrozinium der heiligen Maria Magdalena. In der Denkmalliste des Saarlandes ist das Kirchengebäude als Einzeldenkmal aufgeführt.

## Geschichte
Da die Brotdorfer Pfarrkirche aus dem Jahr 1602 zu klein geworden war, entschloss man sich zu Beginn der 1930er Jahre, das Gotteshaus umzubauen und zu erweitern. Die Pläne dazu entwarf Clemens Holzmeister, der sich als Architekt katholischer Sakralbauten hervorgetan hatte und an den Kunstakademien von Wien und Düsseldorf lehrte. Am 16. Mai 1932 erfolgte die Grundsteinlegung. Für die Leitung der Bauarbeiten zeichnete Architekt Hubert Rost verantwortlich, die Ausführung oblag der Merziger Bauunternehmung Jager.
Von der alten Kirche blieben Turm und Chor stehen und wurden in den Neubau integriert. Das alte Kirchenschiff wurde zum Chorraum des neuen Kirchengebäudes, an den nördlich das neue Kirchenschiff mit neuem Turm angefügt wurde. Als Baumaterial der neu gebauten Teile diente Naturstein aus dem Steinbruch Altmeier am „Schleienweg“, der unverputzt blieb und so in Kontrast zu den verputzten Teilen der alten Kirche steht.
Im Zweiten Weltkrieg erlitt die Kirche einige Schäden, die im Rahmen einer Restaurierung im Jahr 1948 behoben wurden. Im Jahr 1953 erfolgte der Einbau einer Turmuhr, 1955 die Anbringung von Wandmalereien im Kircheninneren, 1963 der Bau einer Empore und 1966 die Verlegung des linken Seitenaltars in den Chorraum der alten Kirche. Im Rahmen einer Innenrenovierung wurden im Jahr 1988 neue Bänke eingebaut. In den 1990er Jahren erfolgten weitere Umbau- und Renovierungsarbeiten. So wurde 1990 ein Beichtzimmer eingerichtet, 1992 die Turmjalousien erneuert und 1995 ein Fenster in das Beichtzimmer eingebaut.

## Architektur und Ausstattung
Der von Holzmeister entworfene Baukörper weist eine einfache und klare Gliederung mit Betonung der Vertikalen und Horizontalen auf. Das aufgehende Mauerwerk aus Naturstein ist unverputzt und besitzt keinerlei Schmuck oder künstlerische Modellierung. Lediglich über dem Hauptportal befindet sich ein einfaches Kreuz. Der wuchtige Turm an der nordwestlichen Ecke des Kirchenschiffes bildet den baulichen Mittelpunkt der Gesamtanlage.
Im Inneren der Kirche liegt das Hauptaugenmerk in der Nische des Altarraums mit dem Tabernakel, die sich hell leuchtend vom übrigen Kirchenraum abhebt. Erzeugt wird die Helligkeit durch indirektes Licht, das von oben durch mehrere Fenster, die vom Kirchenschiff nicht sichtbar sind, in die Nische fällt.
Zur Ausstattung der Kirche gehören 25 Rundfenster in überwiegend Blau- und Rot-Tönen, die 1932 von Glasmaler Anton Wendling in Zusammenarbeit mit Holzmeister entworfen wurden. Die Wandmalereien wurden 1955 von Kirchenmaler Schmitt (Nennig) angebracht. Die Mosaike des Kreuzweges und an den Vorderseiten der beiden Ambone stammen aus dem Jahr 1956 und sind Werke des Malers Albert Kettenhofen (Hilbringen). Das 1995 in der Beichtkapelle angebrachte Fenster zeigt eine Darstellung des Seligen Adolph Kolping.
Aus der alten Kirche übernommen wurde das Geläut aus drei Gussstahlglocken, die 1924 vom Bochumer Verein angefertigt wurden. Im Zuge des Einbaus einer Turmuhr im Jahr 1953 wurde eine elektrische Läuteanlage installiert.

## Orgel
Für die umgebaute und erweiterte Pfarrkirche lieferte die Firma Späth (Mengen) im Jahr 1932 eine Orgel mit 24 Registern. Die Pfeifen dieses als Opus 425 erbauten Instruments standen aufgeteilt hinter den Seitenaltären. In dem Teil des Chorraumes, der heute als Beichtzimmer dient, stand der Spieltisch. Als im Jahr 1963 eine Empore im Eingangsbereich gegenüber dem Altarraum erbaut wurde, erhielt die Firma Späth den Auftrag zum Bau einer neuen Orgel mit 25 Registern, die die schadhaft gewordene Orgel von 1932 ersetzen sollte. Aus Kostengründen entschied man sich zum Neubau anstelle einer Reparatur. Nach der Trennung vom Stammsitz der Firma Späth in Mengen im Jahr 1964 führte die von August Späth und seinem Sohn Hartwig neu gegründete Firma Freiburger Orgelbau (March (Breisgau)) in den Jahren 1965/1966 den Auftrag zum Bau der Orgel aus. Das als Opus 8 erbaute Instrument wurde am 17. Juli 1966 geweiht. Im Jahr 1994 führte die Firma Hugo Mayer (Heusweiler) eine Renovierung der Orgel durch. Das Instrument, das auf der 1963 neu erbauten Empore aufgestellt ist, verfügt seit der Renovierung über 27 Register mit 1733 klingenden Pfeifen, verteilt auf zwei Manuale und Pedal. Die Disposition lautet wie folgt:
| I Hauptwerk C–g3 |               |        |
| 1.               | Gedecktpommer | 16′    |
| 2.               | Principal     | 8′     |
| 3.               | Rohrflöte     | 8′     |
| 4.               | Gambe         | 8′     |
| 5.               | Oktave        | 4′     |
| 6.               | Blockflöte    | 4′     |
| 7.               | Nasat         | 2 ⁄3′  |
| 8.               | Nachthorn     | 2′     |
| 9.               | Terzflöte     | 1 3⁄5′ |
| 10.              | Mixtur IV     | 2′     |
| 11.              | Trompete      | 8′     |

| II Positiv C–g3 |                   |       |
| 12.             | Singend Gedeckt   | 8′    |
| 13.             | Salicional        | 8′    |
| 14.             | Schwebung (ab c0) | 8′    |
| 15.             | Querflöte         | 4′    |
| 16.             | Principal         | 2′    |
| 17.             | Sifflöte          | 1 ⁄3′ |
| 18.             | Scharff III       | 1′    |
| 19.             | Dulcian           | 8′    |
| 20.             | Schalmey          | 4′    |
|                 | Tremolo           |       |

| Pedal C–f1 |              |                               |
| 21.        | Subbaß       | 16′                           |
|            | Zartbaß      | 16′ (Windabschwächung Subbaß) |
| 22.        | Prinzipalbaß | 8′                            |
| 23.        | Gemshornbaß  | 8′                            |
| 24.        | Choralbaß    | 4′                            |
| 25.        | Rauschbaß IV | 2 ⁄3′                         |
| 26.        | Posaune      | 16′                           |

- Koppeln: II/I, I/P, II/P,
- Spielhilfen: 2 freie Kombinationen, 1 freie Pedalkombination, Zungen-Einzelabsteller, Walze mit Absteller